# Llista d'estacions del metro de Barcelona
Aquesta llista d'estacions del metro de Barcelona inclou les estacions de les línies de Ferrocarril Metropolità de Barcelona (L1, L2, L3, L4, L5, L9N, L9S, L10N, L10S i L11) i de les línies urbanes de Ferrocarrils de la Generalitat de Catalunya (L6, L7, L8 i L12).
| Estació                          | Línies | Enllaços | Obertura                         | Viatgers entrants (2022) | Ubicació                                          | Accessibilitat                                          | Nom anterior                                                        | Imatge                          |
| -------------------------------- | ------ | -------- | -------------------------------- | ------------------------ | ------------------------------------------------- | ------------------------------------------------------- | ------------------------------------------------------------------- | ------------------------------- |
| Aeroport T1                      |        |          | 12/02/2016                       | 1.269.529                | El Prat de Llobregat                              |                                                         |                                                                     | Aeroport T1                     |
| Aeroport T2                      |        |          | 12/02/2016                       | 498.431                  | El Prat de Llobregat                              |                                                         |                                                                     | Aeroport T2                     |
| Alfons X                         |        |          | 16/05/1974                       | 2.596.371                | Horta-Guinardó                                    |                                                         | Alfonso X (fins al 1982)                                            | Alfons X                        |
| Almeda                           |        |          | 09/07/1985                       | 1.084.692                | Cornellà de Llobregat                             |                                                         |                                                                     | Almeda                          |
| Arc de Triomf                    |        |          | 01/07/1932                       | 4.879.499                | Eixample                                          |                                                         | Triunfo-Norte (fins al 1982)                                        | Arc de Triomf                   |
| Artigues \| Sant Adrià           |        |          | 22/04/1985                       | 3.620.443                | Badalona                                          |                                                         |                                                                     | Artigues - Sant Adrià           |
| Avinguda Tibidabo                |        |          | 01/01/1954                       | 1.332.784                | Sarrià-Sant Gervasi                               |                                                         | Tibidabo (fins al 1979)                                             | Avinguda Tibidabo               |
| Avinguda Carrilet                |        |          | 24/04/1987 09/07/1985            | 3.085.561 1.845.500      | L'Hospitalet de Llobregat                         |                                                         |                                                                     | Avinguda Carrilet               |
| Bac de Roda                      |        |          | 20/09/1997                       | 2.277.350                | Sant Martí                                        |                                                         |                                                                     | Bac de Roda                     |
| Badal                            |        |          | 03/11/1969                       | 3.625.008                | Sants-Montjuïc                                    |                                                         |                                                                     | Badal                           |
| Badalona Pompeu Fabra            |        |          | 11/07/2010                       | 3.766.944                | Badalona                                          |                                                         |                                                                     | Badalona Pompeu Fabra           |
| Barceloneta                      |        |          | 15/03/1976                       | 4.661.040                | Ciutat Vella                                      |                                                         |                                                                     | Barceloneta                     |
| Baró de Viver                    |        |          | 21/12/1983                       | 384.937                  | Sant Andreu                                       |                                                         |                                                                     | Baró de Viver                   |
| Bellvitge                        |        |          | 19/10/1989                       | 1.738.806                | L'Hospitalet de Llobregat                         |                                                         |                                                                     | Bellvitge                       |
| Besòs                            |        |          | 15/10/1982                       | 989.876                  | Sant Martí                                        |                                                         |                                                                     | Besòs                           |
| Besòs Mar                        |        |          | 15/10/1982                       | 1.572.739                | Sant Martí                                        |                                                         | La Mina (nom provisional)                                           | Besòs Mar                       |
| Bogatell                         |        |          | 07/10/1977                       | 1.307.230                | Sant Martí                                        |                                                         | Pedro IV (fins al 1982)                                             | Bogatell                        |
| Bon Pastor                       |        |          | 18/04/2010                       | 1.273.886                | Sant Andreu                                       |                                                         |                                                                     | Bon Pastor                      |
| La Bonanova                      |        |          | 12/05/1952                       | 670.569                  | Sarrià-Sant Gervasi                               |                                                         | Bonanova (fins al 1979)                                             | La Bonanova                     |
| Camp de l'Arpa                   |        |          | 26/06/1970                       | 2.329.541                | Sant Martí                                        |                                                         | Campo del Arpa (fins al 1982)                                       | Camp de l'Arpa                  |
| Can Boixeres                     |        |          | 23/11/1976                       | 1.018.438                | Esplugues de Llobregat                            |                                                         | Buxeras (fins al 1982)                                              | Can Boixeres                    |
| Can Cuiàs                        |        |          | 14/12/2003                       | 248.273                  | Montcada i Reixac                                 |                                                         |                                                                     | Bellvitge                       |
| Can Peixauet                     |        |          | 13/12/2009                       | 881.731                  | Santa Coloma de Gramenet                          |                                                         |                                                                     | Can Peixauet                    |
| Can Serra                        |        |          | 24/04/1987                       | 1.660.522                | L'Hospitalet de Llobregat                         |                                                         |                                                                     | Can Serra                       |
| Can Tries \| Gornal              |        |          | 12/02/2016                       | 648.824                  | L'Hospitalet de Llobregat                         |                                                         |                                                                     | Can Tries - Gornal              |
| Can Vidalet                      |        |          | 23/11/1976                       | 3.187.460                | Esplugues de Llobregat, l'Hospitalet de Llobregat |                                                         | Maladeta (fins al 1982)                                             | Can Vidalet                     |
| Can Zam                          |        |          | 13/12/2009                       | 331.696                  | Santa Coloma de Gramenet                          |                                                         |                                                                     | Can Zam                         |
| Canyelles                        |        |          | 21/09/2001                       | 1.221.136                | Nou Barris                                        |                                                         |                                                                     | Canyelles                       |
| El Carmel                        |        |          | 30/07/2010                       | 2.398.856                | Horta-Guinardó                                    |                                                         |                                                                     | El Carmel                       |
| Casa de l'Aigua                  |        |          | 14/12/2003                       | 33.831                   | Nou Barris                                        |                                                         |                                                                     | Casa de l'Aigua                 |
| Catalunya                        |        |          | 10/06/1926 30/12/1924 24/04/1929 | 14.937.370 10.919.001    | Ciutat Vella, Eixample                            | Transbordament no accessible de la a la resta de línies | Cataluña (fins al 1982)                                             | Catalunya                       |
| Cèntric                          |        |          | 12/02/2016                       | 1.077.224                | El Prat de Llobregat                              |                                                         |                                                                     | Cèntric                         |
| Ciutadella \| Vila Olímpica      |        |          | 07/10/1977                       | 2.490.151                | Ciutat Vella, Sant Martí                          |                                                         | Ribera (fins al 1982) Ciutadella (1989-1992)                        | Ciutadella                      |
| Ciutat de la Justícia            |        |          | 23/11/2019                       | 467.432                  | L'Hospitalet de Llobregat                         |                                                         |                                                                     | Ciutat de la Justícia           |
| Ciutat Meridiana                 |        |          | 14/12/2003                       | 445.287                  | Nou Barris                                        |                                                         |                                                                     | Ciutat Meridiana                |
| Clot                             |        |          | 23/06/1951 20/09/1997            | 5.880.171                | Sant Martí                                        |                                                         |                                                                     | Clot                            |
| El Coll \| La Teixonera          |        |          | 30/07/2010                       | 1.308.167                | Gràcia, Horta-Guinardó                            |                                                         |                                                                     | El Coll - La Teixonera          |
| Collblanc                        |        |          | 12/02/2016                       | 6.007.895                | L'Hospitalet de Llobregat                         |                                                         | San Ramón (fins al 1982)                                            | Collblanc                       |
| Congrés                          |        |          | 21/07/1959                       | 1.144.612                | Sant Andreu                                       |                                                         | Viviendas del Congreso (fins al 1982)                               |                                 |
| Cornellà Centre                  |        |          | 23/12/1983                       | 2.768.552                | Cornellà de Llobregat                             |                                                         | Cornellà (fins al 2003)                                             | Cornellà Centre                 |
| Cornellà Riera                   |        |          | 09/07/1985                       | 1.334.134                | Cornellà de Llobregat                             |                                                         |                                                                     | Cornellà Riera                  |
| Les Corts                        |        |          | 20/01/1975                       | 1.979.966                | Les Corts                                         |                                                         | Las Corts (fins al 1982)                                            | Les Corts                       |
| Diagonal                         |        |          | 14/12/1968 03/11/1969            | 12.727.813               | Eixample                                          |                                                         |                                                                     | Diagonal                        |
| Drassanes                        |        |          | 14/12/1968                       | 3.553.609                | Ciutat Vella                                      |                                                         | Atarazanas (fins al 1982)                                           | Drassanes                       |
| Ecoparc                          |        |          | 07/11/2021                       | 122.552                  | Sants-Montjuïc                                    |                                                         |                                                                     | Ecoparc                         |
| Encants                          |        |          | 20/09/1997                       | 1.918.199                | Sant Martí                                        |                                                         |                                                                     | Encants                         |
| Entença                          |        |          | 03/11/1969                       | 3.005.205                | Eixample                                          |                                                         | Entenza (fins al 1982)                                              | Entença                         |
| Ernest Lluch                     |        |          | 25/07/2021                       | 1.723.790                | Les Corts, l'Hospitalet de Llobregat              |                                                         |                                                                     | Ernest Lluch                    |
| Església Major                   |        |          | 13/12/2009                       | 272.570                  | Santa Coloma de Gramenet                          |                                                         |                                                                     | Església Major                  |
| Espanya                          |        |          | 10/06/1926 15/07/1975 27/05/1926 | 12.085.273 4.799.669     | Eixample, Sants-Montjuïc                          |                                                         | España (fins al 1982)                                               | Espanya                         |
| Europa \| Fira                   |        |          | 13/05/2007 12/02/2016            | 1.432.668 1.462.180      | L'Hospitalet de Llobregat                         |                                                         |                                                                     | Europa - Fira                   |
| Fabra i Puig                     |        |          | 15/05/1954                       | 5.505.502                | Nou Barris, Sant Andreu                           |                                                         | Fabra y Puig (fins al 1982)                                         | Fabra i Puig                    |
| Fira                             |        |          | 12/02/2016                       | 523.098                  | L'Hospitalet de Llobregat                         |                                                         |                                                                     | Fira                            |
| Florida                          |        |          | 24/04/1987                       | 2.192.541                | L'Hospitalet de Llobregat                         |                                                         |                                                                     | Florida                         |
| Foc                              |        |          | 08/09/2018                       | 559.932                  | Sants-Montjuïc                                    |                                                         |                                                                     | Foc                             |
| Fondo                            |        |          | 18/02/1992 13/12/2009            | 4.472.878                | Santa Coloma de Gramenet                          |                                                         |                                                                     | Fondo                           |
| Foneria                          |        |          | 08/09/2018                       | 680.210                  | Sants-Montjuïc                                    |                                                         |                                                                     | Foneria                         |
| Fontana                          |        |          | 01/05/1925                       | 3.739.773                | Gràcia                                            |                                                         |                                                                     | Fontana                         |
| Gavarra                          |        |          | 23/12/1983                       | 1.234.181                | Cornellà de Llobregat                             |                                                         |                                                                     | Gavarra                         |
| Girona                           |        |          | 05/02/1973                       | 1.410.839                | Eixample                                          |                                                         | Gerona (fins al 1982)                                               | Girona                          |
| Glòries                          |        |          | 23/06/1951                       | 5.700.049                | Sant Martí                                        |                                                         | Glorias (fins al 1982)                                              | Glòries                         |
| Gorg                             |        |          | 22/04/1985 18/04/2010            | 1.633.097                | Badalona                                          |                                                         |                                                                     | Gorg                            |
| Gornal                           |        |          | 02/03/1987                       | 597.630                  | L'Hospitalet de Llobregat                         |                                                         |                                                                     | Gornal                          |
| Gràcia                           |        |          | 24/04/1929                       | 3.087.927                | Gràcia, Sarrià-Sant Gervasi                       |                                                         | Gracia (fins al 1979)                                               | Gràcia                          |
| Guinardó \| Hospital de Sant Pau |        |          | 16/05/1974                       | 1.669.636                | Horta-Guinardó                                    |                                                         | Guinardó (fins al 2009)                                             | Guinardó - Hospital de Sant Pau |
| Horta                            |        |          | 15/10/1967                       | 2.230.238                | Horta-Guinardó                                    |                                                         |                                                                     | Horta                           |
| Hospital Clínic                  |        |          | 03/11/1969                       | 5.826.727                | Eixample                                          |                                                         | Hospital Clínico (fins al 1982)                                     | Hospital Clínic                 |
| Hospital de Bellvitge            |        |          | 19/10/1989                       | 1.293.232                | L'Hospitalet de Llobregat                         |                                                         | Feixa Llarga (fins al 2003)                                         | Bellvitge                       |
| Hostafrancs                      |        |          | 10/06/1926                       | 1.598.750                | Sants-Montjuïc                                    |                                                         | Hostafranchs (fins al 1982)                                         | Hostafrancs                     |
| Ildefons Cerdà                   |        |          | 02/03/1987                       | 1.124.905                | L'Hospitalet de Llobregat                         |                                                         |                                                                     | Ildefons Cerdà                  |
| Jaume I                          |        |          | 19/12/1926                       | 4.099.688                | Ciutat Vella                                      |                                                         | Jaime I (fins al 1982)                                              | Jaume I                         |
| Joanic                           |        |          | 05/02/1973                       | 4.165.320                | Gràcia                                            |                                                         | Plaza Joanich (fins al 1982)                                        | Joanic                          |
| Lesseps                          |        |          | 30/12/1924                       | 4.302.212                | Gràcia, Sarrià-Sant Gervasi                       |                                                         |                                                                     | Lesseps                         |
| Liceu                            |        |          | 05/07/1925                       | 5.556.064                | Ciutat Vella                                      |                                                         | Liceo (fins al 1982)                                                | Liceu                           |
| Llacuna                          |        |          | 07/10/1977                       | 1.943.386                | Sant Martí                                        |                                                         | Luchana (fins al 1982)                                              | Llacuna                         |
| Llefià                           |        |          | 18/04/2010                       | 1.155.313                | Badalona                                          |                                                         |                                                                     | Llefià                          |
| Llucmajor                        |        |          | 19/04/1982                       | 2.769.446                | Nou Barris                                        |                                                         |                                                                     | Llucmajor                       |
| Magòria \| La Campana            |        |          | 11/07/1977                       | 564.663                  | Sants-Montjuïc                                    |                                                         |                                                                     | Magòria - La Campana            |
| Maragall                         |        |          | 19/04/1982 21/07/1959            | 3.274.913                | Horta-Guinardó, Nou Barris, Sant Andreu           |                                                         |                                                                     | Maragall                        |
| El Maresme \| Fòrum              |        |          | 04/08/2003                       | 2.559.121                | Sant Martí                                        |                                                         |                                                                     | El Maresme - Fòrum              |
| Maria Cristina                   |        |          | 20/01/1975                       | 2.597.495                | Les Corts                                         |                                                         | María Cristina (fins al 1982)                                       | Maria Cristina                  |
| Marina                           |        |          | 01/04/1933                       | 3.405.493                | Eixample, Sant Martí                              |                                                         |                                                                     | Marina                          |
| Mas Blau                         |        |          | 12/02/2016                       | 369.860                  | El Prat de Llobregat                              |                                                         |                                                                     | Mas Blau                        |
| Mercabarna                       |        |          | 12/02/2016                       | 581.574                  | Sants-Montjuïc                                    |                                                         |                                                                     | Mercabarna                      |
| Mercat Nou                       |        |          | 10/06/1926                       | 1.429.702                | Sants-Montjuïc                                    |                                                         | Mercado Nuevo (fins al 1982)                                        | Mercat Nou                      |
| Molí Nou \| Ciutat Cooperativa   |        |          | 20/02/1968                       | 668.301                  | Sant Boi de Llobregat                             |                                                         | Ciudad Cooperativa (fins al 1979) Ciutat Cooperativa (fins al 2000) | Molí Nou - Ciutat Cooperativa   |
| Montbau                          |        |          | 06/11/1985                       | 1.112.146                | Horta-Guinardó                                    |                                                         |                                                                     | Montbau                         |
| Monumental                       |        |          | 25/09/1995                       | 1.710.667                | Eixample                                          |                                                         |                                                                     | Monumental                      |
| Les Moreres                      |        |          | 12/02/2016                       | 693.100                  | El Prat de Llobregat                              |                                                         |                                                                     | Les Moreres                     |
| Mundet                           |        |          | 21/09/2001                       | 1.748.751                | Gràcia                                            |                                                         |                                                                     | Mundet                          |
| Muntaner                         |        |          | 24/04/1929                       | 2.254.110                | Sarrià-Sant Gervasi                               |                                                         |                                                                     | Muntaner                        |
| Navas                            |        |          | 08/07/1953                       | 2.133.102                | Sant Andreu                                       |                                                         |                                                                     | Navas                           |
| Onze de Setembre                 |        |          | 26/06/2010                       | 683.118                  | Sant Andreu                                       |                                                         |                                                                     | Onze de Setembre                |
| Pàdua                            |        |          | 01/01/1954                       | 596.867                  | Sarrià-Sant Gervasi                               |                                                         | Padua (fins al 1979)                                                | Pàdua                           |
| Palau Reial                      |        |          | 20/01/1975                       | 2.428.839                | Les Corts                                         |                                                         | Palacio (fins al 1982)                                              | Palau Reial                     |
| Paral·lel                        |        |          | 06/01/1996 17/06/1970            | 6.932.194                | Ciutat Vella, Sants-Montjuïc                      |                                                         | Pueblo Seco (fins al 1982)                                          | Paral·lel                       |
| Parc Logístic                    |        |          | 12/02/2016                       | 169.976                  | Sants-Montjuïc                                    |                                                         |                                                                     | Parc Logístic                   |
| Parc Nou                         |        |          | 12/02/2016                       | 441.658                  | El Prat de Llobregat                              |                                                         |                                                                     | Parc Nou                        |
| Passeig de Gràcia                |        |          | 25/09/1995 30/12/1924 05/02/1973 | 8.632.273                | Eixample                                          | Transbordament no accessible de la a la resta de línies | Aragón ( fins al 1982) Gran Vía ( fins al 1982)                     | Passeig de Gràcia               |
| La Pau                           |        |          | 20/09/1997 15/10/1982            | 2.153.698                | Sant Martí                                        |                                                         |                                                                     | La Pau                          |
| Penitents                        |        |          | 06/11/1985                       | 1.021.694                | Gràcia                                            |                                                         |                                                                     | Penitents                       |
| Pep Ventura                      |        |          | 22/04/1985                       | 1.628.524                | Badalona                                          |                                                         |                                                                     | Pep Ventura                     |
| Plaça del Centre                 |        |          | 20/01/1975                       | 1.355.453                | Les Corts, Sants-Montjuïc                         |                                                         | Plaza del Centro (fins al 1982)                                     | Plaça del Centre                |
| Plaça de Sants                   |        |          | 10/06/1926 03/11/1969            | 4.738.923                | Sants-Montjuïc                                    |                                                         | Sans (fins al 1982)                                                 | Plaça de Sants                  |
| Plaça Molina                     |        |          | 01/01/1954                       | 468.574                  | Sarrià-Sant Gervasi                               |                                                         | Plaza Molina (fins al 1979)                                         | Plaça Molina                    |
| Poble Sec                        |        |          | 15/07/1975                       | 3.675.592                | Eixample, Sants-Montjuïc                          |                                                         | Parlamento (fins al 1982)                                           | Poble Sec                       |
| Poblenou                         |        |          | 07/10/1977                       | 2.618.376                | Sant Martí                                        |                                                         | Pueblo Nuevo (fins al 1982)                                         | Poblenou                        |
| Port Comercial \| La Factoria    |        |          | 07/11/2021                       | 89.815                   | Sants-Montjuïc                                    |                                                         |                                                                     | Port Comercial - La Factoria    |
| El Prat Estació                  |        |          | 12/02/2016                       | 559.007                  | El Prat de Llobregat                              |                                                         |                                                                     | El Prat Estació                 |
| Provença                         |        |          | 24/04/1929                       | 6.959.805                | Eixample                                          |                                                         | Provenza (fins al 1982)                                             | Provença                        |
| Provençana                       |        |          | 02/03/2019                       | 574.290                  | L'Hospitalet de Llobregat                         |                                                         |                                                                     | Provençana                      |
| Pubilla Cases                    |        |          | 05/12/1973                       | 4.262.008                | L'Hospitalet de Llobregat                         |                                                         | Pubilla Casas (fins al 1982)                                        | Pubilla Cases                   |
| El Putxet                        |        |          | 01/01/1954                       | 1.375.967                | Sarrià-Sant Gervasi                               |                                                         | Núñez de Arce (fins al 1979)                                        | El Putxet                       |
| Rambla Just Oliveras             |        |          | 24/04/1987                       | 1.929.979                | L'Hospitalet de Llobregat                         |                                                         |                                                                     | Rambla Just Oliveras            |
| Reina Elisenda                   |        |          | 02/10/1976                       | 414.158                  | Sarrià-Sant Gervasi                               |                                                         |                                                                     | Reina Elisenda                  |
| Rocafort                         |        |          | 10/06/1926                       | 3.665.094                | Eixample                                          |                                                         |                                                                     | Rocafort                        |
| Roquetes                         |        |          | 04/10/2008                       | 1.130.810                | Nou Barris                                        |                                                         |                                                                     | Roquetes                        |
| Sagrada Família                  |        |          | 25/09/1995 26/06/1970            | 9.899.974                | Eixample                                          |                                                         | Sagrada Familia (fins al 1982)                                      | Sagrada Família                 |
| La Sagrera                       |        |          | 26/01/1954 21/07/1959 26/06/2010 | 9.895.562                | Sant Andreu                                       |                                                         | Sagrera (fins al 2010)                                              | La Sagrera                      |
| La Salut                         |        |          | 18/04/2010                       | 1.592.230                | Badalona                                          |                                                         |                                                                     | La Salut                        |
| Sant Andreu                      |        |          | 14/03/1968                       | 3.912.617                | Sant Andreu                                       |                                                         | San Andrés (fins al 1982)                                           | Sant Andreu                     |
| Sant Antoni                      |        |          | 25/09/1995                       | 3.517.468                | Ciutat Vella, Eixample                            |                                                         |                                                                     | Sant Antoni                     |
| Sant Boi                         |        |          | 29/12/1912                       | 1.842.793                | Sant Boi de Llobregat                             |                                                         | San Baudilio (fins al 1979)                                         | Sant Boi                        |
| Sant Gervasi                     |        |          | 24/04/1929                       | 506.437                  | Sarrià-Sant Gervasi                               |                                                         | San Gervasio (fins al 1979)                                         | Sant Gervasi                    |
| Sant Ildefons                    |        |          | 23/11/1976                       | 2.814.582                | Cornellà de Llobregat                             |                                                         | San Ildefonso (fins al 1982)                                        | Sant Ildefons                   |
| Sant Josep                       |        |          | 09/07/1985                       | 847.294                  | L'Hospitalet de Llobregat                         |                                                         | San José (fins al 1982)                                             | Sant Josep                      |
| Sant Martí                       |        |          | 20/09/1997                       | 2.623.647                | Sant Martí                                        |                                                         |                                                                     | Sant Martí                      |
| Sant Pau \| Dos de Maig          |        |          | 26/06/1970                       | 3.640.480                | Eixample                                          |                                                         | Dos de Mayo (fins al 1982) Hospital de Sant Pau (1982-2009)         | Sant Pau - Dos de Maig          |
| Sant Roc                         |        |          | 22/04/1985                       | 1.493.238                | Badalona                                          |                                                         |                                                                     | Sant Roc                        |
| Santa Coloma                     |        |          | 21/12/1983                       | 3.116.016                | Santa Coloma de Gramenet                          |                                                         |                                                                     | Santa Coloma                    |
| Santa Eulàlia                    |        |          | 01/07/1932                       | 4.581.923                | L'Hospitalet de Llobregat                         |                                                         | Bordeta Cocheras (inauguració) Santa Eulalia (fins al 1982)         | Santa Eulàlia                   |
| Santa Rosa                       |        |          | 19/09/2011                       | 951.286                  | Santa Coloma de Gramenet                          |                                                         |                                                                     | Santa Rosa                      |
| Sants Estació                    |        |          | 20/01/1975 03/11/1969            | 8.950.568                | Sants-Montjuïc                                    |                                                         | Roma-Estación RENFE (fins al 1982)                                  | Sants Estació                   |
| Sarrià                           |        |          | 05/10/1974                       | 3.945.245                | Sarrià-Sant Gervasi                               |                                                         | Sarriá (fins al 1979)                                               | Sarrià                          |
| Selva de Mar                     |        |          | 07/10/1977                       | 1.506.784                | Sant Martí                                        |                                                         |                                                                     | Selva de Mar                    |
| Singuerlín                       |        |          | 13/12/2009                       | 604.127                  | Santa Coloma de Gramenet                          |                                                         |                                                                     | Singuerlín                      |
| Tarragona                        |        |          | 15/07/1975                       | 1.102.611                | Eixample, Sants-Montjuïc                          |                                                         |                                                                     | Tarragona                       |
| Tetuan                           |        |          | 25/09/1995                       | 2.066.103                | Eixample                                          |                                                         |                                                                     | Tetuan                          |
| Torras i Bages                   |        |          | 14/03/1968                       | 2.240.843                | Sant Andreu                                       |                                                         | Torras y Bages (fins al 1982)                                       | Torras i Bages                  |
| Torrassa                         |        |          | 23/12/1983 12/02/2016            | 4.383.679                | L'Hospitalet de Llobregat                         |                                                         |                                                                     | Torrassa                        |
| Torre Baró \| Vallbona           |        |          | 14/12/2003                       | 265.123                  | Nou Barris                                        |                                                         |                                                                     | Torre Baró - Vallbona           |
| Les Tres Torres                  |        |          | 12/05/1952                       | 836.526                  | Sarrià-Sant Gervasi                               |                                                         | Tres Torres (fins al 1979)                                          | Les Tres Torres                 |
| Trinitat Nova                    |        |          | 04/10/2008 27/10/1999 14/12/2003 | 1.490.804                | Nou Barris                                        |                                                         |                                                                     | Trinitat Nova                   |
| Trinitat Vella                   |        |          | 21/12/1983                       | 1.215.689                | Sant Andreu                                       |                                                         |                                                                     | Trinitat Vella                  |
| Universitat                      |        |          | 10/06/1926 25/09/1995            | 6.749.801                | Ciutat Vella, Eixample                            |                                                         | Universidad (fins al 1982)                                          | Universitat                     |
| Urgell                           |        |          | 10/06/1926                       | 3.197.380                | Eixample                                          |                                                         | Urgel (fins al 1982)                                                | Urgell                          |
| Urquinaona                       |        |          | 01/07/1932 19/12/1926            | 6.529.386                | Ciutat Vella, Eixample                            |                                                         |                                                                     | Urquinaona                      |
| Vall d'Hebron                    |        |          | 06/11/1985 30/07/2010            | 2.837.092                | Horta-Guinardó                                    |                                                         |                                                                     | Vall d'Hebron                   |
| Vallcarca                        |        |          | 06/11/1985                       | 2.284.569                | Gràcia                                            |                                                         |                                                                     | Vallcarca                       |
| Valldaura                        |        |          | 21/09/2001                       | 1.002.341                | Horta-Guinardó                                    |                                                         |                                                                     | Valldaura                       |
| Verdaguer                        |        |          | 05/02/1973 26/06/1970            | 4.953.871                | Eixample                                          |                                                         | General Mola (fins al 1982)                                         | Verdaguer                       |
| Verneda                          |        |          | 22/04/1985                       | 536.167                  | Sant Adrià de Besòs                               |                                                         |                                                                     | Verneda                         |
| Via Júlia                        |        |          | 19/04/1982                       | 2.210.079                | Nou Barris                                        |                                                         | Roquetes (fins al 1999)                                             | Via Júlia                       |
| Vilapicina                       |        |          | 21/07/1959                       | 1.920.249                | Nou Barris                                        |                                                         | Vilapiscina (fins al 1982)                                          | Vilapicina                      |
| Virrei Amat                      |        |          | 21/07/1959                       | 2.627.331                | Nou Barris                                        |                                                         | Virrey Amat (fins al 1982)                                          | Virrei Amat                     |
| ZAL \| Riu Vell                  |        |          | 07/11/2021                       | 277.227                  | Sants-Montjuïc                                    |                                                         |                                                                     | ZAL - Riu Vell                  |
| Zona Franca                      |        |          | 01/02/2020                       | 133.210                  | Sants-Montjuïc                                    |                                                         |                                                                     | Zona Franca                     |
| Zona Universitària               |        |          | 20/01/1975 12/02/2016            | 2.340.481                | Les Corts                                         |                                                         | Zona Universitaria (fins al 1982)                                   | Zona Universitària              |